# Extinción masiva

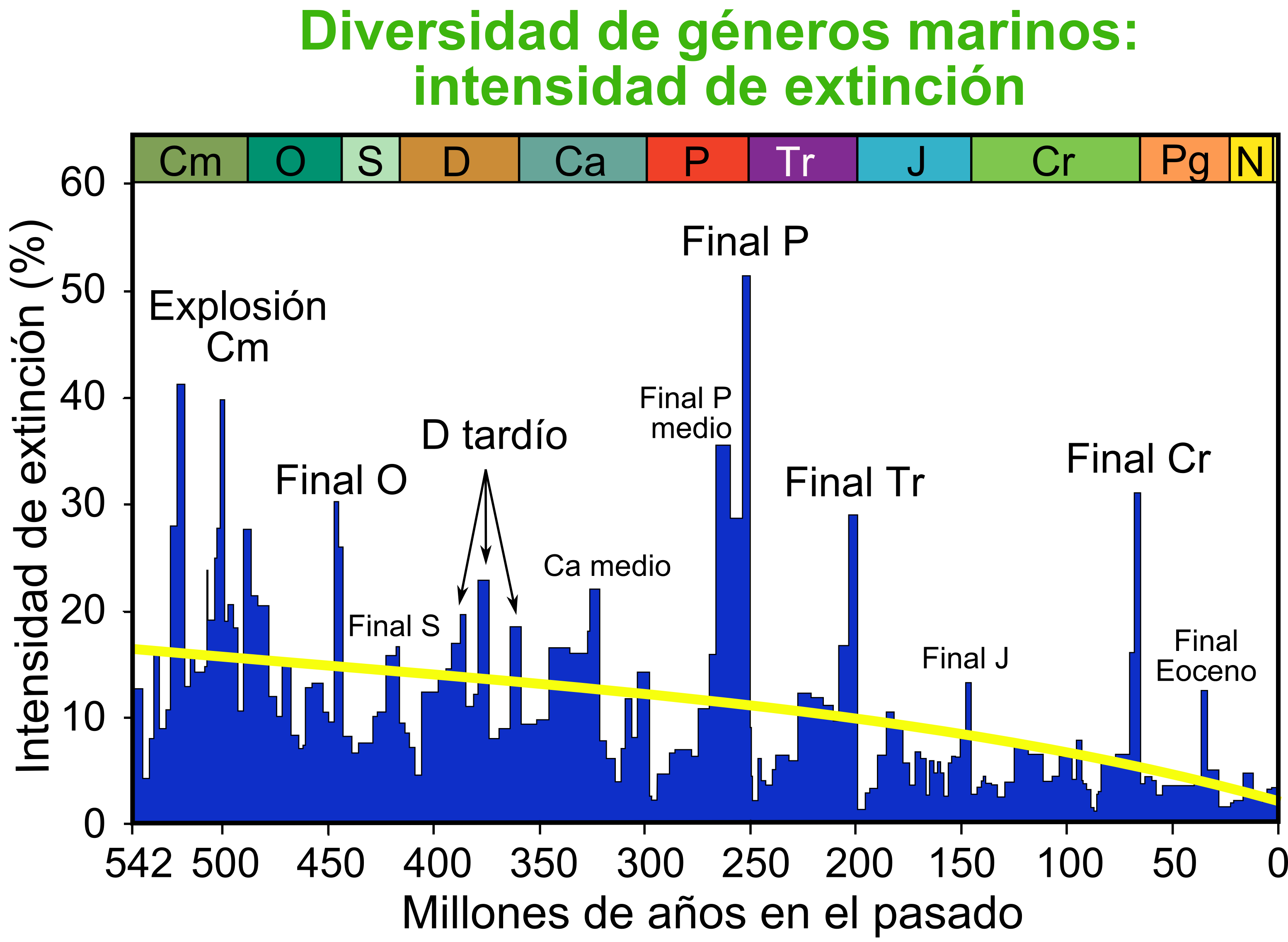
Intensidad aparente en la extinción de géneros marinos (no especies). No representa el total de la biodiversidad, sino su disminución en cada momento geológico.

Una extinción masiva es un tipo de extinción terminal en la cual desaparecen, en un periodo geológicamente breve, al menos el 75% de las especies. En los últimos 540 millones de años, el eón Fanerozoico, se han detectado cinco de estos eventos.
En ocasiones las extinciones masivas se confunden con un evento ligado a la extinción, del inglés Extinction-Level Event o ELE, que sería el suceso, más o menos largo, provocador de dichas extinciones. Estos eventos son generalmente desconocidos, pero existen evidencias de colisiones con meteoritos de varios kilómetros, erupciones volcánicas masivas, supernovas cercanas, las acciones de una o más nuevas especies, combinaciones de las anteriores, etc. Del mismo modo, está bajo discusión si en el Holoceno vivimos la sexta gran extinción y si el surgimiento de las células eucariotas y la exterminación de muchas bacterias procariotas por la expulsión de oxígeno pudo ser la primera y la desaparición de la Fauna de Ediacara otra más.

## Historia
En un crucial trabajo de 1982, Jack Sepkoski y David M. Raup identificaron las cinco extinciones masivas que ha padecido la Tierra. Algunos autores, como Xabier Orue-Etxebarria, apuntan que pudo existir al menos una sexta. A continuación se indican los principales datos de dichas extinciones indicando la duración estimada y la causa o causas tenidas por más probables actualmente.
| Eventos de extinción                     | Hace (millones de años) | Duración estimada                | Especies extintas | Posibles causas                                                                                    |
| ---------------------------------------- | ----------------------- | -------------------------------- | ----------------- | -------------------------------------------------------------------------------------------------- |
| Extinciones del Ordovícico-Silúrico      | 445–444                 | Entre 500 000 y 1 millón de años | 85 %              | Explosión de una supernova cercana y cambios en el nivel de los océanos por glaciación.            |
| Extinción del Devónico-Carbonífero       | 372                     | Tres millones de años            | 82 %              | Cambios climáticos por glaciación y anoxia oceánica por diversificación de las plantas terrestres. |
| Extinción del Pérmico-Triásico           | 251                     | Un millón de años                | 96%               | Impacto de un meteorito y pluma mantélica.                                                         |
| Extinción del Triásico-Jurásico          | 201                     | Un millón de años                | 76 %              | Fragmentación del supercontinente Pangea con erupciones volcánicas.                                |
| Extinción masiva del Cretácico-Paleógeno | 66                      | Treinta días                     | 76 %              | Pluma mantélica e impacto de un meteorito.                                                         |

En la tabla se puede comprobar que las más destructivas fueron las tres primeras, pero los datos son escasos. Así en la transición entre los períodos Ordovícico y Silúrico, ocurrieron una de las extinciones masivas más misteriosas, la llamadas extinciones masivas del Ordovícico-Silúrico porque no se ha constatado la presencia de fenómenos volcánicos masivos, como sí aparecen en las demás.
Respecto a las demás, alcanzar un acuerdo entre los expertos se ha confesado muy difícil. Ni siquiera en la extinción masiva del Cretácico existe acuerdo sobre si fue producida por el impacto de un cuerpo extraterrestre o este fue solo la última catástrofe sufrida por las vidas tras una gran actividad volcánica.

## Causas
Estas extinciones se han atribuido inicialmente a dos grandes tipos de causas:

### Causas clásicas

#### Epidemias
La llegada de microorganismos patógenos puede producir grandes mortandades en una o más especies, provocando una reacción de "bola de nieve" al afectar a toda la cadena trófica. Estos microorganismos pueden aparecer por mutación, o tras pasar de un continente a otro gracias a distintas causas como la deriva continental.

#### Competencia entre especies
La competencia entre especies suele aparecer cuando una especie nueva posee la suficiente capacidad para obtener los mismos recursos que otras, pero en más cantidad, limitando las posibilidades de sobrevivir de la inicial. También puede darse cuando aparece un nuevo depredador que las presas no conocen; en ese caso no tienen medios para defenderse, produciéndose la extinción en muchos casos y con ella una posible repercusión  a toda la cadena trófica, tanto por afectar a otras especies de las que se alimentaba, por lo tanto contenía, o privando a sus depredadores iniciales de sus presas.

#### Fenómenos de anoxia en el medio marino
Por diferentes motivos el medio marino puede perder significativamente su concentración de oxígeno y así se alteran también las distintas proporciones en el aire atmosférico pudiendo producir muertes masivas por falta de oxígeno para producir energía y realizar todas la funciones corporales propias de los animales.

#### Cambios en el nivel del mar
La deriva de los continentes  produce diversos cambios en el planeta, entre ellos la subida o bajada del nivel del mar, con lo cual zonas húmedas y con abundante biodiversidad pueden quedar anegadas o alejadas de las costas y sus vientos, lo que hace desaparecer biotopos completos y con ellos toda la fauna y la flora que vivía en esos lugares. Al mismo tiempo, la función de regulación térmica ejercida por el agua del mar puede detenerse al cortarse las corrientes marinas.

#### Cambios climáticos
La Tierra ha pasado por momentos de un gran calentamiento, como el ocurrido al final de Pérmico, pero también de periodos muy fríos donde se cree que todo el planeta estuvo cubierto de hielo. Entremedias también han existido varias glaciaciones menores que hacen muy difícil que la biodiversidad prospere, porque para ello se requiere gran estabilidad en el ecosistema.
Pero todas estas teorías se apuntan más como causa de extinciones de fondo o extinciones terminales que como extinciones masivas.

### Teorías modernas
Durante muchos años las siguientes teorías se consideraban poco probables, y algunas, como la explosión de supernovas, siguen estando en discusión, pero con las nuevas investigaciones en diferentes campos la comunidad científica ha invertido su opinión respecto al vulcanismo y el impacto de meteoritos.

#### Objetos extraterrestres
Tanto los asteroides como los cometas pueden llevar en sí energía suficientes como para esterilizar la Tierra o al menos provocar una extinción masiva. Por distintos motivos, entre ellos la espectacularidad visual del evento de extinción. Esta causa es una de las más conocidas o la más conocida, pero en la mayoría de las extinciones masivas no están presentes los impactos de cuerpos extraterrestres, si suelen nombrarse como causa secundaria, excepto en la última de ellas. Pero aun así también los vulcanólogos han considerado el crecimiento de la actividad volcánica más o menos al mismo tiempo del Impacto K/T.

#### Vulcanismo
Existe la teoría que atribuye casi todas las grandes extinciones al vulcanismo. Pese a que se ha establecido estadísticamente que, aproximadamente cada 100 millones de años de media impacta un asteroide kilométrico contra la Tierra, la mayor parte de las extinciones se produjeron en momentos de gran actividad volcánica, especialmente la del Pérmico. Si se tiene en cuenta que la vida pluricelular lleva unos 600 millones de años, debería haber habido entre cinco y seis grandes extinciones desde entonces. Las otras posibles causas atribuidas a grandes glaciaciones globales o a deriva continental se consideran entre los efectos secundarios que un gran impacto podría producir, por lo que no serían más que sinergias de esa misma catástrofe.

#### Cambios en la órbita o el campo magnético
Otras causas apuntan a las fluctuaciones del campo magnético terrestre, llevadas a cabo mediante su sucesión de cambios de polaridad, que provocan una fuerte disminución de la protección de la Tierra frente a la fuerte radiación cósmica durante los períodos en los que se producen. También se apunta como una posible causa el cambio en la excentricidad de la órbita terrestre, lo que provoca cambios en el clima del todo el planeta, cambios que pueden ser considerables.

#### Supernovas
También se considera como causa probable de extinciones menores o incluso de las más masivas a explosiones de supernovas cercanas. De hecho existe otra teoría que dice que dado que cada 25 millones de años aproximadamente la Tierra entra en la zona densa de la galaxia (los brazos espirales) esta se ve sometida a un mayor riesgo de explosiones violentas o al azote de vientos estelares intensos. Así mismo, la nube de Oort tiene un mayor riesgo de verse deformada y perturbada por el paso de estrellas cercanas con el consiguiente envío de cometas y asteroides hacia el sistema solar interior, como refleja la hipótesis Shiva.

## Prospectiva

Biodiversidad en el Fanerozoico, indicada por los fósiles.

Muchos biólogos piensan que estamos a las puertas de la extinción masiva del Holoceno, que será causada por el ser humano. Wilson (2002) estima que con el actual ritmo de destrucción humana de la biosfera la mitad de las formas de vida se extinguirán en 100 años. De la misma forma, en obras de divulgación científica, como Cosmos: A Spacetime Odyssey, Neil deGrasse Tyson presenta el Salón de las extinciones masivas, una pirámide circular imaginaria con pasillos donde se ven los efectos de las extinciones en distintas salas, y en él dejan un sexto sin nombre porque al final de este puede ser para la especie humana. Tal postura se ve reforzada por mantenerse un ritmo alto de extinciones sin mediar efecto volcánico, cósmico o de otro tipo.
Pese a estas afirmaciones existen opiniones en contra. Ecólogos como Juan Ramón Arévalo afirman que los porcentajes sobre la extinción son sesgados, por obtenerse contando el número de especies existentes en una hectárea de la selva amazónica, el lugar con mayor biodiversidad de la biósfera, y después extrapolar los resultados al resto del planeta. Asimismo, parece constatarse que ha habido un gran incremento de la biodiversidad desde la Extinción del Cretácico, por lo que la pérdida de un número considerable de especies no llegaría a constituir una extinción masiva, pese a que en otras épocas sí hubiese sido muy significativa. Estas afirmaciones son sesgadas porque no se tiene en cuenta que no hemos llegado a conocer todos los géneros y familias de seres vivos que han existido en todos los tiempos geológicos pasados.